# Уколов, Михаил Васильевич
Михаил Васильевич Уколов (1917, Курская область — 10 февраля 1944, Черкасская область) — советский военнослужащий, участник Великой Отечественной войны, Герой Советского Союза, командир роты 861-го стрелкового полка, лейтенант, Герой Советского Союза.

## Биография
Родился в 1917 году в селе Уколово (ныне — Золотухинского района Курской области). Окончил 7 классов. Работал в колхозе.
В Красной Армии с 1941 года. В 1943 году окончил курсы младших лейтенантов.
Командир роты 861-го стрелкового полка лейтенант Уколов отличился при ликвидации окружённой группировки противника в районе города Корсунь-Шевченковский. 7 февраля 1944 года батальон в который входила стрелковая рота получил задачу выбить противника из занимаемых им позиций вдоль левого берега реки Ольшанки. Стрелковая рота под руководством лейтенанта Уколова умелым манёвром зашла в тыл противника, создала панику среди его солдат. В рукопашной схватке рота уничтожила до полувзвода национал-социалистов из моторизованного батальона дивизии «Викинг» и захватила 4 миномёта, 3 ручных пулемёта и 20 автоматов. В ночь на 10 февраля рота внезапно атаковала противника на подступах к селу Черепин и захватила село, чем открыла путь подразделениям полка к Корсунь-Шевченковскому. В этом бою Уколов погиб.
Указом Президиума Верховного Совета СССР от 13 сентября 1944 года за мужество, отвагу и героизм лейтенанту Уколову Михаилу Васильевичу посмертно присвоено звание Героя Советского Союза.
Награждён орденом Ленина.
Похоронен в братской могиле в селе Шендеровка Корсунь-Шевченковского района Черкасской области УССР. Именем М. В. Уколова названа улица в городе Корсунь-Шевченковский.